# ألماس (ممثلة)
ألماس (6 يناير 1986 -)، ممثلة كويتية. دخلت المجال الفني في العام 2011 ولا تزال مستمرة فيه.

## أعمالها

### في التلفزيون
| سنه الإنتاج | اسم المسلسل                   | بمشاركة                                                                           |
| ----------- | ----------------------------- | --------------------------------------------------------------------------------- |
| 2011        | جفنات العنب                   | جاسم النبهان، منصور المنصور، هيفاء عادل، ليلى السلمان، يعقوب عبد الله، شيماء علي  |
| 2011        | بنات سكر نبات                 | أسمهان توفيق، عبد الإمام عبد الله، أمل العوضي، سلمى سالم، زينة كرم، مريم حسين     |
| 2011        | ليلى - الجزء الثالث           | إبراهيم الزدجالي، هيفاء حسين، لطيفة المجرن، محمد ياسين[ ؟ ]                       |
| 2012        | بين الماضي والحب              | جاسم النبهان، شهد الياسين، حمد العماني، عبد الإمام عبد الله، إبراهيم الحربي، ملاك |
| 2012        | هوامير الصحراء - الجزء الرابع | أحمد الصالح، سعد خضر، أمل العوضي، سمير الناصر، ريم عبد الله، سعيد قريش            |
| 2012        | ملحق بنات                     | لطيفة المجرن، بدرية أحمد، هيفاء حسين، نجوى الكبيسي، ميسون الرويلي، وئام الدحماني  |
| 2013        | البيت السعيد                  | محمد العجيمي، انتصار الشراح، منى شداد، منى عبد المجيد                             |
| 2013        | دو ري مي                      | فاطمة الحوسني، رويدا المحروقي، أبرار سبت                                          |

## روابط خارجية
- ألماس على موقع قاعدة بيانات الأفلام العربية